# Pseudodipsas illidgei
Pseudodipsas illidgei är en fjärilsart som beskrevs av Waterhouse och Charles Lyell 1914. Pseudodipsas illidgei ingår i släktet Pseudodipsas och familjen juvelvingar. Inga underarter finns listade i Catalogue of Life.